# Bourgnac
Bourgnac (trong tiếng Occitan Bornhac) là một xã của Pháp, nằm ở tỉnh Dordogne trong vùng Aquitaine của Pháp. Xã này có diện tích 9,06 km2, dân số năm 2007 là 298 người. Xã nằm ở khu vực có độ cao trung bình 71 m trên mực nước biển.

## Thông tin nhân khẩu
| Năm    | 1962 | 1968 | 1975 | 1982 | 1990 | 1999 | 2007 |
| ------ | ---- | ---- | ---- | ---- | ---- | ---- | ---- |
| Dân số | 298  | 309  | 263  | 250  | 287  | 295  | 298  |